# ミッドナイトマーメイド
『ミッドナイトマーメイド』とは、テレビ朝日で1997年1月から毎週月曜〜木曜に放送されていた情報番組・通販番組である。深夜水族館枠内の独立した番組。デザイン上「真夜中人魚」と表記する事もあった。

## 番組変遷
- 1993年10月7日：快楽通信としてスタート
- 1997年1月：ミッドナイトマーメイド開始（MC：河相我聞、シェイプアップガールズ）
- 199x年：ミッドナイトマーメイド（MC：風見しんご、磯野貴理子）
- 2001年9月：夢中空間うる蔵、 夢中空間かう蔵へリニューアル
- 200x年：マーメイド（MC：朝岡聡、龍円愛梨）

## 出演
- 風見しんご
- 磯野貴理子
- 島田始(マガジンハウス編集部)
- 井上信夫(現：井上頌夫)
- 島田律子
- 五十嵐りさ

## モデル
- 石橋奈美

## ナレーター
- 小野健一
- 麻見順子
- 松井菜桜子
- 岡野浩介
- 山崎たくみ
- 山崎優
- 石川ひろあき

## スタッフ
- 構成：河村シゲル、亀田万寿夫、桜井慎一、横山雅志、荒川慎司、小松崎ひとみ、原早織、及川祥子
- 技術：テイクシステムズ
- ロケ技術：ヒートワン
- 編集：ザ・チューブ、Studio38
- 音響効果：松丸利行
- 美術：吉木崇 (tac)
- 大道具：未来企画
- TK：坂本幸子、井崎綾子
- 広報：牧野秀幸
- 取材ディレクター：新井民木、古市誠
- ディレクター：石川博康、新井三郎、柳沼誉
- プロデューサー：時岡敬 (テレビ朝日)、滝川均 (オフィストゥーワン)
- 統括：梅沢道彦
- 制作協力：テレビ朝日映像
- 制作：オフィストゥーワン、テレビ朝日

## オープニング曲
- 『明日もあなたに恋するでしょう』西脇唯 (1997年11月〜)
- 『青白い炎のように揺れ続けて』秋吉契里
- 『Under The Moonlight』TAISUKE
- 『夜想曲』LA-PPISCH
- 『ながれ星』ラズベリー
- 『individualism』PAMELAH
- 『Cutter』'else
- 『Precious』JIN
- 『夕凪ブルース』YOGURT-pooh

## エンディング曲
- 『Darlin'』ITSUKI
- 『カーテンコール』Valentine D.C.
- 『make up my mind』Cool As Ice
- 『ONE VOICE』春原佑紀
- 『太陽の罠』HIROMIK LADDER
- 『Another mine』CLOUD
- 『告白』ゴスペラーズ
- 『Mother of Nature（インスト）』K.
- 『Pain』the Indigo
- 『くちびる』小川七生

## エピソード
- 扱うアイテムを「商品」と云わず、コレクションと呼んでいた。
- ベンツを売った事がある。